# Mrs. Jones' Lover
Mrs. Jones' Lover è un cortometraggio muto del 1909 scritto e diretto da David W. Griffith. Il film è l'ultimo di una serie che ha come protagonista il personaggio di mister Jones.

## Trama
Geloso come Otello, il signor Jones sospetta della moglie quando trova nel vestibolo un magnifico mazzo di fiori. Lei, seccata dalle rimostranze del marito, si rifiuta di dargli una spiegazione su quei fiori che, in realtà, sono stati portati da un'amica. Le cose però si aggravano quando Jones trova anche un cappello misterioso di cui la moglie è assolutamente ignara.

## Produzione
Il film fu prodotto dalla Biograph Company, girato nel maggio e giugno 1909.

## Distribuzione
Distribuito dalla Biograph Company, il film - un cortometraggio di 142,34 metri - uscì nelle sale statunitensi il 19 agosto 1909. Nelle proiezioni, veniva programmato con il sistema dello split reel, accorpato in un'unica bobina con un altro cortometraggio prodotto dalla Biograph, His Wife's Visitor.

### Alias
- I Want My Hat	(indefinito)
- Mrs. Jones' Lover 	USA (titolo breve)
- Mrs. Jones' Lover; or, “I Want My Hat”